# HMS Shakespeare (P221)
Lo HMS Shakespeare (pennant number P221) fu un sommergibile della Royal Navy britannica, appartenente alla classe S, entrato in servizio nel luglio 1942.
Il sommergibile fu inizialmente attivo nel teatro bellico del mar Mediterraneo, partecipando agli eventi dell'operazione Torch, dello sbarco in Sicilia e dello sbarco di Salerno; nell'ottobre 1944 fu invece trasferito a Ceylon per prendere parte alle operazioni contro l'Impero giapponese nel teatro dell'Oceano Indiano. Gravemente danneggiato in uno scontro con unità giapponesi il 3 gennaio 1945, il battello fu giudicato come non riparabile e quindi radiato dal servizio; lo scafo fu poi avviato alla demolizione nel luglio 1946.

## Storia

### Operazioni nel Mediterraneo
Impostato il 13 novembre 1940 nei cantieri della Vickers-Armstrongs di Barrow-in-Furness, il battello venne varato l'8 dicembre 1941 con la designazione alfanumerica di P221; il sommergibile entrò poi in servizio il 10 luglio 1942, conducendo nelle settimane seguenti manovre di addestramento e test nella zona del Firth of Clyde. Trasferito nella base di Lerwick, il 15 agosto il battello salpò per la sua prima missione di guerra, pattugliando senza esito il Mar di Norvegia fino al 26 agosto seguente; il 7 settembre il P221 salpò per una nuova missione, pattugliando le acque al largo della costa norvegese come scorta a distanza per il convoglio PQ18 diretto in Unione Sovietica, rientrando quindi a Lerwick il 23 settembre senza aver fatto registrare alcun contatto con il nemico.
L'11 ottobre 1942 il P221 fu riassegnato al teatro di guerra del mar Mediterraneo, e salpò dalla base di Holy Loch diretto a Gibilterra dove arrivò il 21 ottobre seguente. la prima missione nelle acque del Mediterraneo si ebbe già il 1º novembre, quando il P221 salpò da Gibilterra per pattugliare le acque dell'Algeria a protezione degli sbarchi dell'operazione Torch, iniziati l'8 novembre seguente: il battello eseguì ricognizioni in immersione tramite periscopio delle spiagge designate per lo sbarco dei reparti anglo-statunitensi nei dintorni di Algeri, per poi pattugliare il tratto di mare tra la Sardegna e la Tunisia a caccia di unità nemiche. Il 16 novembre il P221 eseguì il suo primo attacco, lanciando quattro siluri ai danni del mercantile tedesco Menes che procedeva per Biserta con la scorta della torpediniera italiana Clio: furono registrate due esplosioni ma in realtà il Menes non riportò alcun danno, e il P221 dovette fuggire a un attacco con bombe di profondità da parte della Clio. Il battello rientrò quindi a Gibilterra il 21 novembre dopo aver registrato noie ai motori.

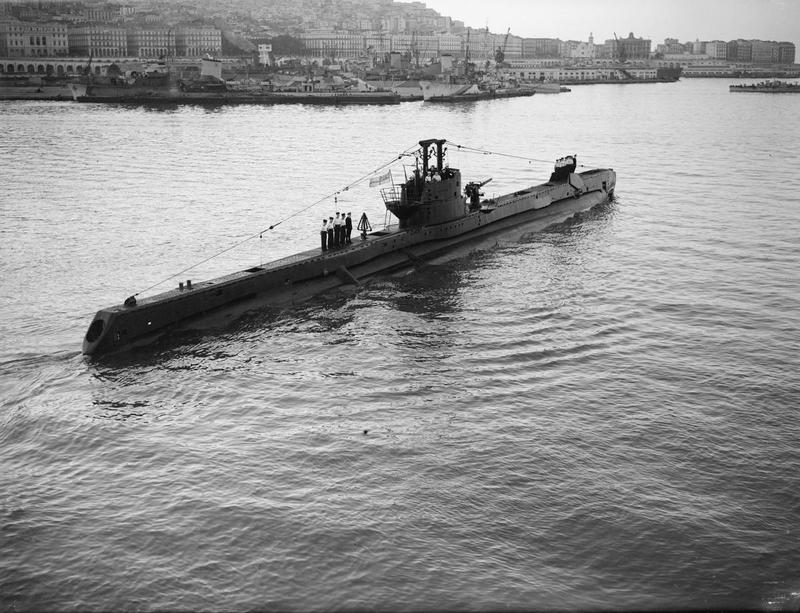
Lo Shakespeare ad Algeri nell'aprile 1943

Il 7 dicembre il P221 dovette lasciare Gibilterra per dirigere sui cantieri di Sheerness per seguire le riparazioni necessarie all'apparato motore; i lavori si protrassero fino al 3 marzo 1943, quando il battello tornò in servizio. Per disposizione di Winston Churchill il battello fu dotato di un nome di senso compiuto, onde meglio distinguere i sommergibili britannici dagli U-Boot tedeschi: il P221 assunse quindi il nome di HMS Shakespeare in onore dell'omonimo poeta e drammaturgo inglese, seconda unità della Royal Navy a portare questo nome. L'11 marzo lo Shakespeare salpò da Portsmouth per rientrare a Gibilterra, conducendo nel mentre un pattugliamento del Golfo di Biscaglia alla caccia di violatori di blocco tedeschi.
Dopo il suo arrivo a Gibilterra il 24 marzo, lo Shakespeare diresse per Algeri, conducendo poi una missione di pattugliamento al largo della costa orientale della Sardegna a partire dal 9 aprile; il 13 aprile sfuggì di poco a un attacco aereo nemico, e rientrò ad Algeri il 26 aprile senza aver fatto registrare altri contatti. Il 13 maggio, nel corso di una nuova missione di pattugliamento nel Mar Tirreno a oriente della Corsica iniziata l'8 maggio precedente, lo Shakespeare affondò i piccoli pescherecci italiani Sant'Anna M. e Adelina a est delle Bocche di Bonifacio facendo uso del suo cannone di bordo; una settimana più tardi, il 20 maggio, il sommergibile bombardò con il suo cannone gli hangar dell'aeroporto di Calvi in Corsica, senza però infliggere danni significativi ed immergendosi dopo cinque minuti a causa del fuoco di risposta delle batterie costiere italiane.
Il 19 giugno 1943 lo Shakespeare avvistò il sommergibile tedesco U-73 nelle acque a sud di Maiorca, ma non fu in grado di attaccarlo perché bombardato subito dopo per errore da un velivolo alleato, che tuttavia non lo colpì. In luglio il sommergibile compì pattugliamenti delle acque della Sicilia durante gli eventi dello sbarco dei reparti alleati nell'isola, per poi spostarsi nella base di Malta; il 6 agosto, mentre pattugliava le acque a settentrione di Ustica, tentò un attacco con i siluri ai danni di due incrociatori italiani, l'Eugenio di Savoia e il Raimondo Montecuccoli, senza tuttavia riuscire a colpirli.
Tra il 30 agosto e il 2 settembre il battello eseguì una ricognizione dell'area del Golfo di Salerno in preparazione dell'invasione anfibia dell'Italia continentale; il 7 settembre lo Shakespeare silurò e affondò il sommergibile italiano Velella mentre era in navigazione 18 miglia a oriente di Licosa: il Velella fu l'ultimo sommergibile italiano perduto per azione degli Alleati nella seconda guerra mondiale, giusto poche ore prima dell'annuncio della resa dell'Italia. Dopo altre missioni di pattugliamento nel Tirreno, il 18 ottobre lo Shakespeare si trasferì nella base di Beirut per partecipare brevemente alle operazioni nel Mediterraneo orientale; il 26 ottobre seguente affondò a colpi di cannone il peschereccio SYR 404/Aghios Konstantinos nel Mar Egeo, mentre il 3 dicembre cannoneggiò e colò a picco il peschereccio Eleftheria al largo di Coo.

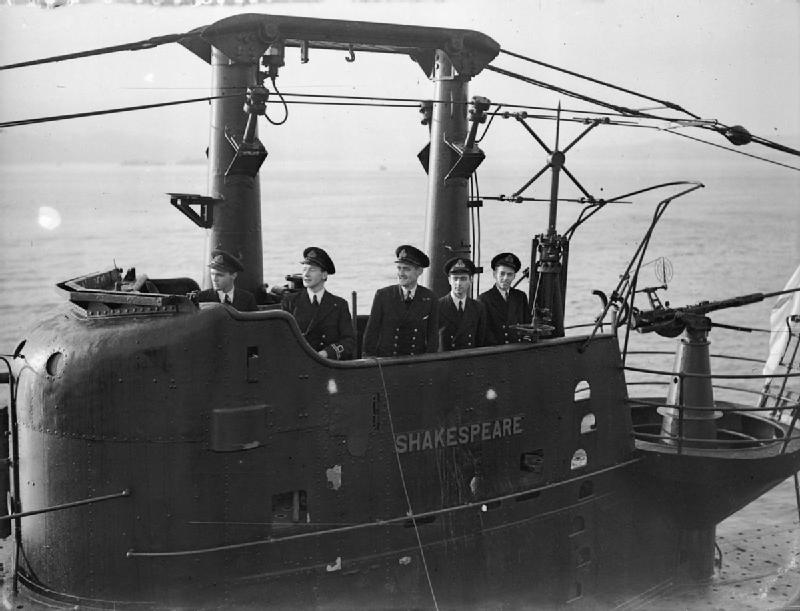
Veduta della torretta dello Shakespeare durante il rientro del battello nel Regno Unito al termine del suo periodo di servizio nel Mediterraneo; il terzo ufficiale da sinistra è l'allora comandante del sommergibile, tenente Michael Ainslie

### Operazioni nell'Oceano Indiano
Il 17 dicembre il sommergibile rientrò a Gibilterra, da cui salpò per dirigere a Plymouth dove si sottopose a lavori di manutenzione protrattisi fino al giugno 1944. Lo Shakespeare trascorse i mesi seguenti impegnato in esercitazioni nelle acque di casa, salvo che per una missione di pattugliamento anti-U-Boot nelle acque a oriente delle Isole Shetland tra il 17 e il 19 agosto 1944. Il 3 ottobre lo Shakespeare fu destinato alle operazioni belliche contro il Giappone nelle acque dell'Oceano Indiano, e arrivò alla base di Trincomalee a Ceylon il 24 novembre seguente dopo un lungo viaggio via Mediterraneo e canale di Suez.
Il 20 dicembre lo Shakespeare salpò da Tricomalee per la sua prima missione offensiva nell'Oceano Indiano, andando a pattugliare le acque delle isole Andamane; il 31 dicembre il battello attaccò un convoglio giapponese a est di Port Blair, colando a picco con i siluri il mercantile Unryu Maru da 2.515 tonnellate di stazza lorda e sfuggendo poi senza danni all'attacco con bombe di profondità dei cacciasommergibili giapponesi Ch-34, Ch-35 e Ch-63.
Il 3 gennaio 1945, sempre al largo delle Andamane, lo Shakespeare lanciò quattro siluri ai danni di un piccolo mercantile giapponese che navigava isolato, e non essendo riuscito a colpirlo emerse per attaccarlo con il cannone: il bersaglio si rivelò tuttavia dotato a sua volta di un pezzo di artiglieria, e ingaggiò con lo Shakespeare un serrato duello a colpi di cannone. Lo scontro richiamò l'attenzione di un'unità da guerra giapponese (la cui identità non è chiara, probabilmente il dragamine W-1, Wa-3 o Wa-7), ma lo Shakespeare non poté dileguarsi perché un colpo d'artiglieria del mercantile aveva forato lo scafo resistente rendendo impossibile l'immersione. Ne seguì un duro scontro di superficie, nel corso del quale il fuoco dello Shakespeare zittì il cannone del mercantile e immobilizzò l'unità da guerra nipponica, ma al termine del quale il battello britannico aveva incassato altri quattro colpi che lo avevano seriamente danneggiato. Mentre si allontanava dal luogo dello scontro navigando in emersione, per le successive otto ore lo Shakespeare fu ripetutamente attaccato da velivoli giapponesi riportando altri danni, prima che il calare del buio consentisse al battello di mettersi in salvo; uno dei velivoli giapponesi fu abbattuto e altri due probabilmente danneggiati dalle armi del sommergibile.
Lo Shakespeare dovette registrare gravi danni, tra cui vari allagamenti che avevano messo fuori uso i motori principali, numerose falle nello scafo, danni ai sistemi di guida e radio fuori uso; quindici membri dell'equipaggio erano stati feriti nello scontro, due dei quali morirono nei giorni seguenti per le ferite riportate. Dopo due giorni di navigazione precaria, nelle prime ore del 6 gennaio lo Shakespeare incontrò il sommergibile HMS Stygian, che lo scortò in salvo; assistito dai sopraggiunti cacciatorpediniere HMS Raider e HMS Whelp, lo Shakespeare arrivò quindi al porto di Tricomalee l'8 gennaio. Rimorchiato dalla corvetta HMS Rockrose, lo Shakespeare raggiunse Colombo il 12 febbraio per essere sottoposto ai lavori di riparazione; le disponibilità della base singalese non consentirono di riparare lo scafo resistente del sommergibile, e i lavori si limitarono quindi al ripristino del sistema propulsivo e a quanto bastava per permettere al battello di navigare alla volta del Regno Unito.
Il battello salpò il 23 maggio per rientrare in patria via canale di Suez e Mediterraneo, arrivando a Portsmouth il 30 giugno; dopo ulteriori ispezioni, il comando della marina britannica decise che le riparazioni erano antieconomiche e il battello fu radiato dal servizio. Lo scafo fu infine venduto per la demolizione il 14 luglio 1946.